# Julius Christoph Georg Engelhard
Julius Christoph Georg Engelhard (* 21. Juli 1795 in Korbach; † 15. Dezember 1860 ebenda) war ein deutscher Apotheker und Politiker.
Engelhard war der Sohn des Hofgerichtsdirektors Heinrich Christoph Theodor Engelhard (1758–1844) und dessen Ehefrau Anna Eleonore geborene Huge (1757–1805). Er heiratete am 13. August 1820 in Korbach in erster Ehe Marianne Friederike Auguste Strube (1797–1821, eine Nichte seiner Stiefmutter) aus Dorfitter. Nach dem Tod der ersten Ehefrau im Wochenbett am 1. Mai 1821 heiratete er am 28. April 1822 in Korbach die Schwester der ersten Frau, Johanna Wilhelmine Florentine Strube (1801–1881).
Der Vater hatte in erster Ehe Johanette Christiane Strube, die Tochter des Korbacher Bürgermeisters Otto Michael Strube geheiratet. Die Ehefrau hingegen war Witwe des Apothekers Johann Simon Contzen und brachte so die Contzenschen Apotheke in Korbach in die Ehe ein. Engelhard machte bis 1819 eine Ausbildung als Apotheker und ließ die alte Apotheke abreißen und an gleicher Stelle einen Neubau errichten, der am 21. Januar 1821 eröffnet wurde. Gegen diese Apotheke richtete sich ein Prozess der beiden anderen Korbacher Apotheker, die die korrekte Genehmigung bezweifelten. Am 13. Dezember 1827 wies das Arolsener Hofgericht die Klage ab. 1836 verkaufte Engelhard die Apotheke an die Konkurrenten, die die Apotheke dann schlossen. Das Gebäude wurde von der Pfarrei von St. Kilian genutzt, brannte in den 1870er Jahren ab und wurde nicht wieder aufgebaut. Heute befindet sich an dessen Stelle das Kriegerdenkmal.
Ab 1844 war er Kassierer der Korbacher Sparkasse. 1840 bis 1842, 1848 bis 1849 und 1850 bis 1853 war er Bürgermeister von Korbach. 1949 bis 1851 gehörte er für den VI Wahlbezirk dem Landtag des Fürstentums Waldeck-Pyrmont an. Er hatte bereits vorher als Vertreter der Stadt Korbach den alten Landständen angehört.